# Phrynobatrachus scapularis
Phrynobatrachus scapularis är en groddjursart som först beskrevs av De Witte 1933.  Phrynobatrachus scapularis ingår i släktet Phrynobatrachus och familjen Phrynobatrachidae. IUCN kategoriserar arten globalt som livskraftig. Inga underarter finns listade i Catalogue of Life.